# Vinnie Ream
Lavinia Ellen "Vinnie" Ream Hoxie (25 de septiembre de 1847 - 20 de noviembre de 1914) fue una escultora estadounidense. Su obra más famosa es la estatua del presidente de Estados Unidos, Abraham Lincoln, en la rotonda del Capitolio de Estados Unidos.

## Biografía
Lavinia Ellen Ream nació el 25 de septiembre de 1847 en Madison, Wisconsin. Su padre, Robert, era topógrafo del Agrimensor General del Territorio del Noroeste y funcionario del Territorio de Wisconsin. Su madre era una McDonald de ascendencia escocesa. Su hermano Robert se alistó en el ejército confederado, en Arkansas, sirviendo en la batería de Woodruff. Vinnie asistió al Christian College en Columbia, Misuri, ahora conocido como Columbia College. Un retrato de Martha Washington de Ream cuelga en St. Clair Hall.

## Carrera profesional

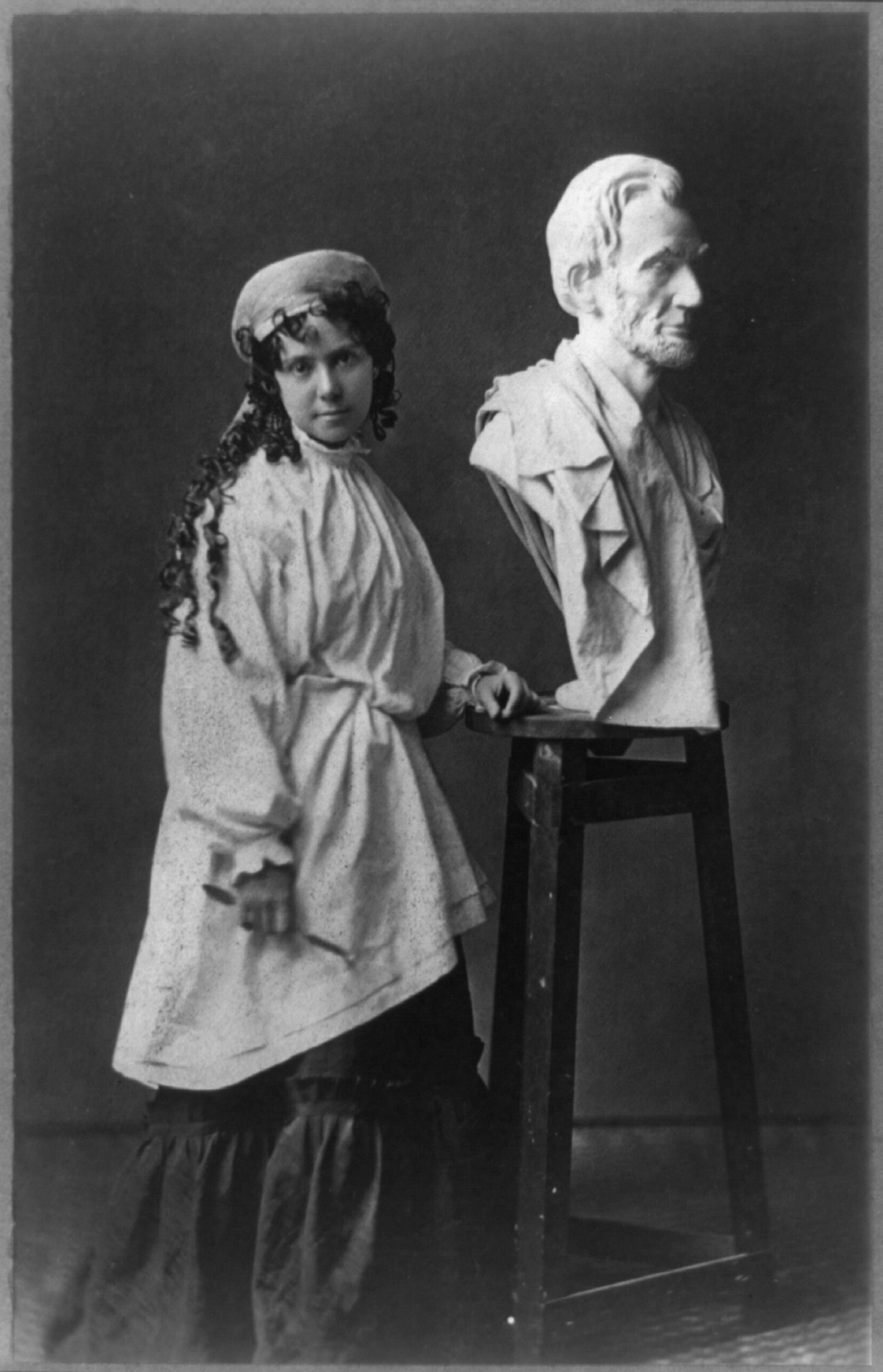
Ream con el busto de Lincoln.

En 1861, su familia se mudó a Washington D. C.. Después de que la salud de su padre comenzara a fallar, ella comenzó a trabajar fuera de casa para mantener a su familia. Ream fue una de las primeras mujeres empleadas por el gobierno federal, como empleada en la oficina de cartas sin destinatario de la Oficina de Correos de los Estados Unidos de 1862 a 1866 durante la Guerra de Secesión. Cantaba en la Iglesia Baptista E Street y para los heridos en los hospitales de Washington D. C. Recopilaba materiales para la Gran Comisión Sanitaria.
En 1863, James S. Rollins presentó a Ream al escultor Clark Mills. La joven se convirtió en su aprendiz en el estudio de escultura al año siguiente, a la edad de diecisiete años. En 1864, el presidente Lincoln acordó posar para ella por la mañana durante cinco meses, y ella creó un busto de su figura. Durante este tiempo, Ream también desarrolló una intensa actividad comercial, vendiendo fotografías de ella misma y solicitando la atención de los periódicos como estrategia comercial.
Ream fue la artista más joven y la primera mujer en recibir un encargo como artista del gobierno de Estados Unidos por una estatua. Se le otorgó el encargo de una estatua de mármol de Carrara de Lincoln a tamaño natural por votación del Congreso de los Estados Unidos el 28 de julio de 1866, cuando tenía 18 años. Había usado su busto de Lincoln como su entrada en el concurso de selección para la escultura a tamaño natural. Sin embargo, hubo un debate significativo sobre su elección como escultora, debido a la preocupación por su inexperiencia y las acusaciones difamatorias de que era una "cabildera" o una mujer pública de reputación cuestionable. Era conocida por su belleza y su habilidad para conversar, lo que probablemente contribuyó a estas acusaciones. Trabajó en un estudio en la Sala A del sótano del Capitolio.

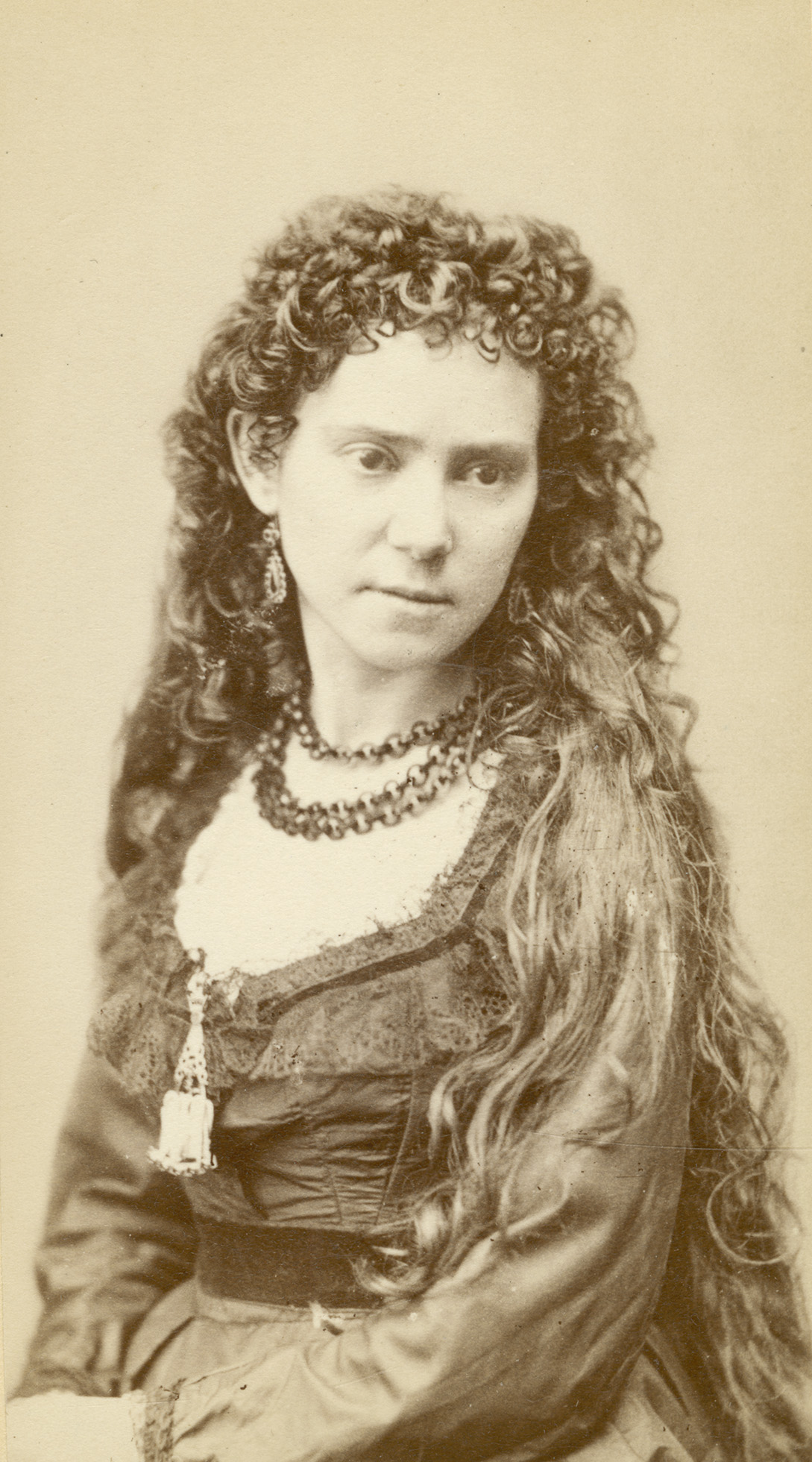
Vinnie Ream, c.1870, impresión a la albúmina (tarjeta de visita) de Mathew B. Brady, Galería Nacional de Arte, Washington, DC, Departamento de Colecciones de Imágenes.

El senador Edmund G. Ross se acercó a la familia de Ream durante el juicio político del presidente de Estados Unidos, Andrew Johnson. Ross emitió el voto decisivo en contra de la destitución del presidente Johnson y Ream fue acusada de influir en su voto. Casi la echaron del Capitolio con su estatua inacabada de Lincoln, pero la intervención de poderosos escultores neoyorquinos lo impidió. Una vez que el gobierno de Estados Unidos aprobó el modelo de yeso, Ream viajó a París, Múnich, Florencia y luego a Roma para producir una figura de mármol terminada. Estudió con Léon Bonnat en París y también produjo bustos de Gustave Doré, Père Hyacynthe, Franz Liszt y Giacomo Antonelli. Su estudio en Roma estaba en el número 45 de Via de San Basile. Conoció a Georg Brandes en ese momento. Mientras estaba en Roma, se enfrentó a rumores controvertidos que afirmaban que eran los trabajadores italianos y no Ream los responsables de su exitosa escultura de Lincoln.

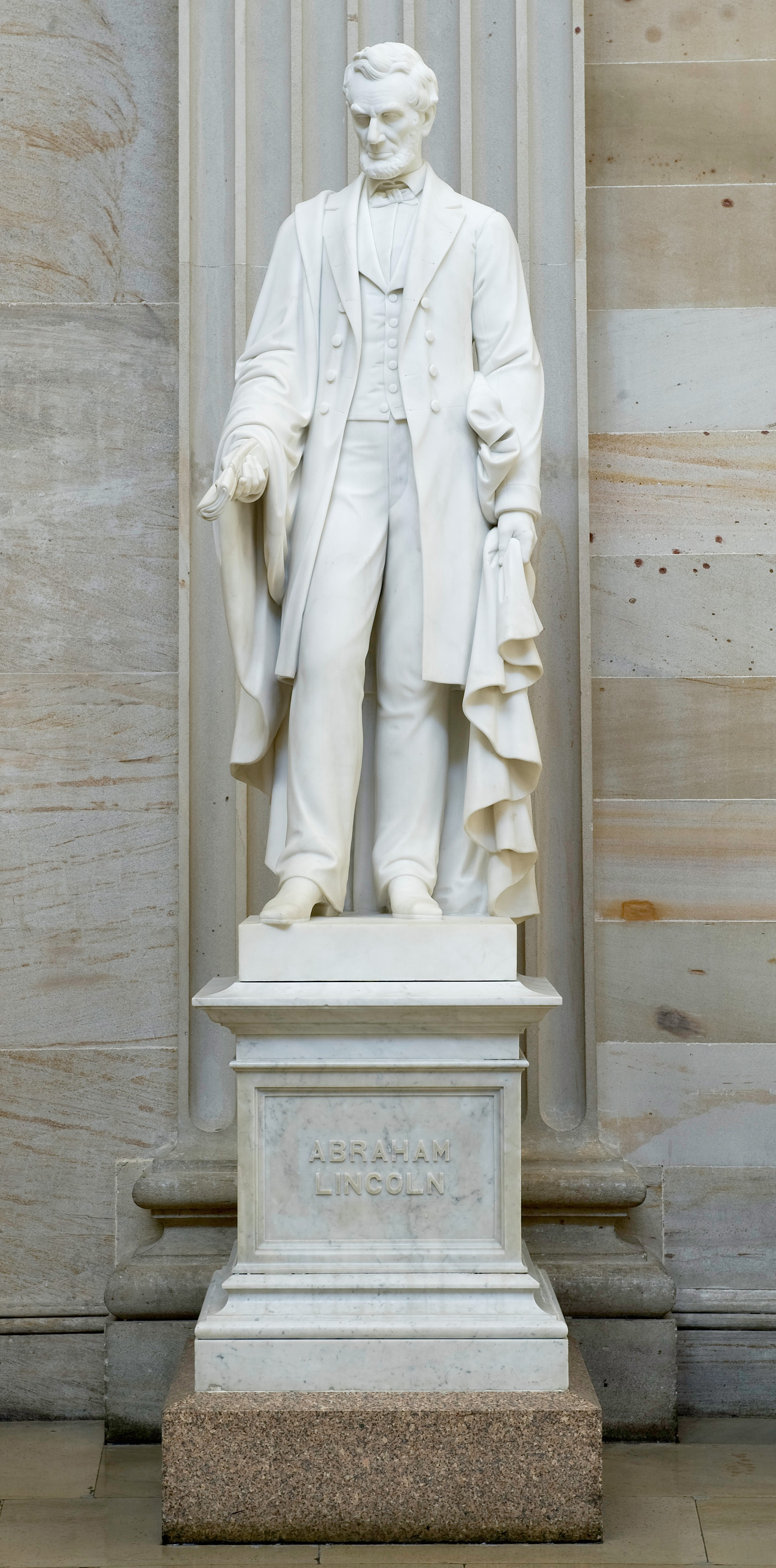
Estatua de Ream de Abraham Lincoln.

Cuando la estatua estuvo completa, Ream regresó a Washington. El 25 de enero de 1871, su estatua de mármol blanco del Presidente de los Estados Unidos, Abraham Lincoln, se inauguró en la Rotonda del Capitolio de los Estados Unidos, cuando Ream tenía solo 23 años. Más tarde abrió un estudio en 704 Broadway, Nueva York. En 1871, expuso en la Feria del Instituto Americano.
Regresó a Washington y abrió un estudio y salón en el número 235 de Pennsylvania Avenue No tuvo éxito en su participación en el concurso para la estatua de Thomas. En 1875, George Armstrong Custer posó para un busto de retrato. En 1876, expuso en la Exposición del Centenario. En noviembre de 1877, produjo un modelo para una estatua de Lee en Richmond. Después de presionar a William Tecumseh Sherman y a la Sra. Farragut, ganó un concurso para esculpir al almirante David G. Farragut. Su escultura, ubicada en Farragut Square, Washington D. C., fue dedicada el 25 de abril de 1881.
Ream se casó con Richard L. Hoxie, del Cuerpo de Ingenieros del Ejército de los Estados Unidos, el 28 de mayo de 1878. Tuvieron un hijo. Su esposo fue reasignado a Montgomery, Alabama y Saint Paul, Minnesota. Básicamente, su trabajo cesaría durante su matrimonio porque Richard consideraba que no era apropiado que una esposa victoriana ganara dinero y ella siguió sus deseos. Finalmente, los Hoxie vivieron en 1632 K Street cerca de Farragut Square, y tenían una casa de verano en 310 South Lucas Street, Iowa City, Iowa.
Sus mármoles, America, The West y Miriam, se exhibieron en el Edificio de la Mujer en la Exposición Mundial Colombina de 1893 en Chicago, Illinois. Ream diseñó la primera estatua independiente de un nativo americano, Sequoyah, para ser colocada en el Statuary Hall en el Capitolio.
Murió en Washington el 20 de noviembre de 1914. Ream y su esposo están enterrados en la sección tres del Cementerio Nacional de Arlington, marcado por su estatua Safo.

## Legado
Se emitió un sello de portada en honor a Ream y su trabajo la estatua de Sequoyah, el inventor nativo americano del alfabeto Cherokee. George Caleb Bingham pintó su retrato dos veces. La ciudad de Vinita, Oklahoma, fue nombrada en honor a Ream.